# Dynamenella parva
Dynamenella parva är en kräftdjursart som beskrevs av Baker 1928. Dynamenella parva ingår i släktet Dynamenella och familjen klotkräftor. Inga underarter finns listade i Catalogue of Life.